# Кинугаса (тяжёлый крейсер)
«Кинугаса» (яп. 衣笠, по названию горы в префектуре Киото) — японский тяжёлый крейсер, второй представитель типа «Аоба».
Построен в Кобэ в 1925—1927 годах. Активно использовался в межвоенный период, в 1933—1940 годах прошёл в Сасэбо крупную модернизацию.
В ходе боевых действий на Тихоокеанском театре Второй мировой войны в 1941—1942 годах в составе 6-й дивизии крейсеров участвовал в захвате Гуама, Уэйка, Рабаула и Лаэ, сражениях в Коралловом море, у острова Саво, у мыса Эсперанс и первом бое у Гуадалканала. В ходе последнего 14 ноября 1942 года был потоплен американской авиацией.

## Строительство
Заказ на строительство второй пары 7500-тонных крейсеров в рамках «Новой программы пополнения флота» стоимостью по 15 млн иен был выдан в ходе 46-й сессии японского парламента.
11 августа 1922 года третьему кораблю (и первому в паре) было присвоено название «Кинугуса», в честь горы в префектуре Киото. 23 января 1924 года его корпус заложили на верфи компании «Кавасаки» в Кобэ под заводским номером 541.
На воду крейсер был спущен 24 октября 1926 года. На ходовых испытаниях 18 июля 1927 года в проливе Кии при водоизмещении 8610 тонн и мощности машин 106 959 л.с. он развил 35,486 узла, превысив тем самым контрактные 34,5.
20 сентября того же года «Кинугаса» был передан флоту.

## История службы
После вступления в строй «Кинугаса» вместе с однотипной «Аобой» были зачислены в «красный» флот для участия в ежегодных осенних учениях и морском смотре 30 октября 1927 года в Йокосуке. После их завершения крейсер был назначен флагманом 5-й дивизии крейсеров, включающей также «Аобу», «Фурутаку» и «Како». В марте следующего года на нём установили полагающуюся по проекту катапульту Тип № 1.
29 марта 1928 года 4 крейсера 5-й дивизии вышли из залива Ариакэ и 9 апреля прибыли в Рёдзюн, откуда 19-го перешли к Циндао, где прикрывали высадку войск (Вторая Шангунгская экспедиция, начатая под предлогом защиты прав японских граждан на Шаньдунском полуострове). 20-24 апреля на «Кинугасе» были проведены работы по укреплению верхней палубы в районе третьей башни ГК. Осенью 1928-го все четыре крейсера участвовали в очередных маневрах, а 4 декабря—в торжественном смотре флота в Йокосуке, приуроченном к коронации императора Хирохито.
28 марта 1929 года 5-я дивизия вышла в район Циндао, 3 апреля прибыла в Рёдзюн и позже вернулась обратно.
С 18 июля по 2 декабря 1929 «Кинугаса» прошёл ремонт в Йокосуке, в ходе которого были улучшены работа турбин и вентиляция танков с жидким топливом. В ходе этого с 30 ноября роль флагмана соединения была передана «Аобе». В марте-апреле 1930 года 120-мм установки типа B были заменены на щитовые типа B2.
17 мая 1930 года «Кинугаса» вместе с «Аобой» и «Како» вышли из Нагои в южные моря, вернувшись в Йокосуку 19 июня. Осенью они приняли участие в ежегодных маневрах и смотре флота 26 октября в Кобэ.
С 1 декабря 1930 года «Кинугаса» был выведен в резерв и к январю 1931 катапульту Тип № 1 на нём заменили на более совершенную Тип № 2.
1 декабря 1932 года «Кинугасу», «Аобу» (флагман) и «Како» вновь включили в состав 5-ю дивизии. К февралю 1933 на крейсере установили два спаренных 13,2-мм пулемёта на мостике. В апреле все три корабля участвовали в маневрах и стрельбах у острова Осима по кораблю-цели «Хайкан № 2» (бывший крейсер «Тонэ», потоплен авиабомбами палубной авиации 30-го числа), а 20 мая были переданы из 5-й в 6-ю дивизию. 29 июня крейсера вышли из Сасэбо к побережью Южного Китая, 5 июля прибыли в Мако, 13-го зашли в Такао и вернулись в Токийский залив 21-го августа. Там они участвовали в морском смотре 25-го числа.
В середине сентября «Кинугаса» вместе с «Аобой» и «Фурутакой» пришли в Рёдзюн, 27-го совершили поход в район Циндао и вернулись в Сасэбо 5 октября. 29 марта-4 апреля 1935 года они же ходили к устью Янцзы и обратно. По возвращении «Кинугаса» проходил ремонт с 17 мая по 14 июня, в ходе чего получил новую радиостанцию. Осенью того же года все 3 крейсера 6-й дивизии участвовали в манёврах флота.

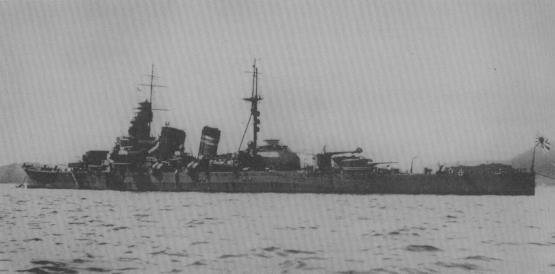
«Кинугаса» в Курэ, вторая половина 1936 года.

15 ноября 1935 года «Кинугаса» и «Аоба» были переданы в состав 7-й дивизии. 4 февраля 1936 они участвовали в учебных стрельбах в проливе Бунго. 15-го к ним присоединился «Фурутака» и до конца месяца они выполняли маневры в районе бухты Ариакэ. 13 апреля все 3 крейсера вышли из Фукуоки в район Циндао и вернулись в Сасэбо 22-го. 1 мая они участвовали в высокоскоростных маневрах в бухте Юя. С 20 июня 1936 по 31 марта 1937 года на «Кинугасе» заменили подъёмники полузарядов на ковшовые.
В связи с началом войны с Китаем «Кинугаса» и «Аоба» 20-24 августа 1937 года сопровождали военные транспорты. 1 сентября они были выведены в резерв, но работы по модернизации крейсера в Сасэбо начались 15 октября 1938 (по довоенным планам она должна была начаться летом 1937).

## Командиры
- 24.10.1926 — 10.3.1928 капитан 1 ранга (тайса) Сигэхико Тамура (яп. 田村重彦);
- 10.3.1928 — 10.12.1928 капитан 1 ранга (тайса) Канэкото Ивамура (яп. 岩村兼言)[14];
- 10.12.1928 — 1.11.1929 капитан 1 ранга (тайса) Киёси Китагава (яп. 北川清)[15];
- 1.11.1929 — 1.12.1930 капитан 1 ранга (тайса) Томисабуро Отагакэ (яп. 大田垣富三郎)[16];
- 1.12.1930 — 1.3.1931 капитан 1 ранга (тайса) Кэйдзо Сомэкава (яп. 染河啓三);
- 1.3.1931 — 14.11.1931 капитан 1 ранга (тайса) Сёдзи Сибуя (яп. 渋谷荘司);
- 14.11.1931 — 1.12.1932 капитан 1 ранга (тайса) Ёсио Осаки (яп. 大崎義雄);
- 1.12.1932 — 15.11.1933 капитан 1 ранга (тайса) Кундзи Тангэ (яп. 丹下薫二)[17];
- 15.11.1933 — 15.11.1934 капитан 1 ранга (тайса) Икута Сакамото (яп. 坂本伊久太)[18];
- 15.11.1934 — 15.11.1935 капитан 1 ранга (тайса) Моридзи Такэда (яп. 武田盛治)[19];
- 15.11.1935 — 1.4.1937 капитан 1 ранга (тайса) Коитиро Хатакэяма (яп. 畠山耕一郎)[20];
- 1.4.1937 — 1.12.1937 капитан 1 ранга (тайса) Дзиро Мацунага (яп. 松永次郎)[21];
- 1.12.1937 — 3.6.1938 капитан 1 ранга (тайса) Мицухара Мацуяма (яп. 松山光治)[22];
- (исполняющий обязанности) 3.6.1938 — 15.6.1938 капитан 1 ранга (тайса) Суэто Хиросэ (яп. 広瀬末人)[23];
- 15.6.1938 — 15.11.1939 капитан 1 ранга (тайса) Цутому Сато (яп. 佐藤勉)[24];
- 15.11.1939 — 25.9.1940 капитан 1 ранга (тайса) Сукэюки Намба (яп. 難波祐之);
- 25.9.1940 — 20.8.1941 капитан 1 ранга (тайса) Такахико Киёта (яп. 清田孝彦)[25];
- 20.8.1941 — 14.11.1942 капитан 1 ранга (тайса) Масао Сава (яп. 沢正雄)[26].